# Cacostatia buckwaldi
Cacostatia buckwaldi là một loài bướm đêm thuộc phân họ Arctiinae, họ Erebidae.